# Mohawk

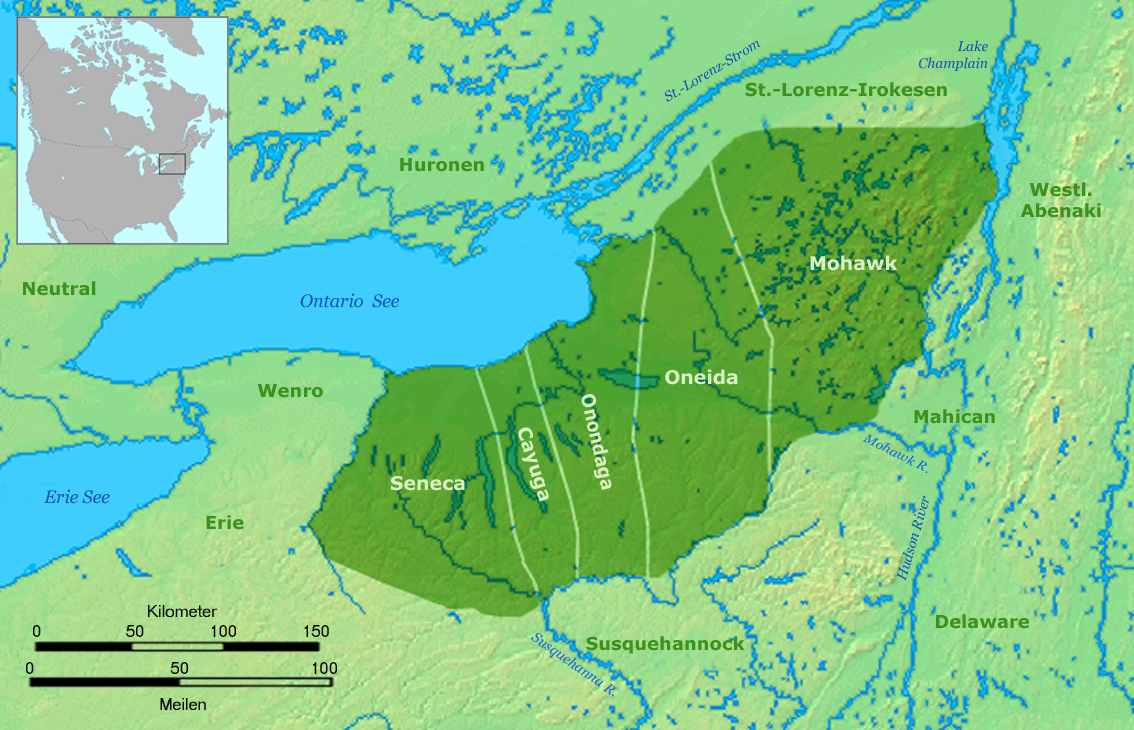
Die Mohawk innerhalb der fünf Nationen der Irokesen, Stammesgebiet um 1650

Die Mohawk oder Kanien'kehá:ka bzw. Kanien’kehake („Leute vom Land des Feuersteins“) sind der östlichste Stamm der Haudenosaunee („Leute des Langhauses“), besser bekannt als Irokesenliga oder -Konföderation, einem Bündnis aus ursprünglich fünf (später sechs) Stämmen oder Nationen der Irokesischen Sprachfamilie. Im allgemeinen Sprachgebrauch werden diese Stämme als Irokesen bezeichnet. Sie sind eine der indigenen Gruppen der Indianer Nordamerikas.
Heute leben die rund 45.000 Mohawk mehrheitlich in Gemeinden am Sankt-Lorenz-Strom und im südlichen Ontario in Kanada, sowie in zwei Gemeinden im US-Bundesstaat New York.

## Territorium
Das Wohngebiet der Mohawk im heutigen Upstate New York (mit den Counties: Schenectady, Montgomery, Herkimer, Oneida, Otsego und Schoharie) wurde von ihnen Kanienkeh („Land des Feuersteins“) genannt; folglich nannten sie sich Kanien'kehá:ka (auch: Kenienke'haka / Kanyen'kehaka – „Leute vom Land des Feuersteins“). Das Gebiet erstreckte sich vom Mohawk River Valley (Mohawk: Teionontatátie / Teiehonwahkwà:tha, auch: Tsi ionnontatá:ses) im Süden (in dessen Flusstal ihre Hauptdörfer lagen) bis zum Sankt-Lorenz-Strom (Ken'tarókwen, Kaniatarowanenneh – „großer Wasserweg“) im Norden (der Grenze zu den Sankt-Lorenz-Irokesen und später Wendat-Völkern), vom Richelieu River (Kaniá:tare tsi kahnhokà:ronte), Lake Champlain (Ioniatarakwà:ronte) und Lake George (Kaniá:taro’kte) im Osten (Grenzgebiet zu den Missisquoi und Sokoki der Westlichen Abenaki (Mohawk: Ratinèn:taks / Anèn:taks – „Sie essen Kiefern“) und Mitglieder der feindlichen mächtigen Wabanaki-Konföderation sowie der Mahican) bis zum Territorium der Oneida entlang des Oneida River (Ononhwaróhare) und des Oneida Lake (Ononhwaróhare, des „Daumens“ der Finger Lakes) im Westen. Die Jagdgebiete erstreckten sich zudem entlang des Schoharie Creek (Ioskóhare) westlich der heutigen Stadt Amsterdam flussaufwärts bis zum East Canada Creek östlich von Little Falls sowie im Norden bis in die Adirondack Mountains (abgel. vom Mohawk-Wort: Adiro:daks / Ratirón:taks – „Jene, die Bäume/Rinde essen“, eine abwertende Bezeichnung für benachbarte Neuengland-Algonkin) (hart umkämpfte Grenzgebiete gegenüber der feindlichen Mahican-Konföderation), im Süden bis zum Ostarm des Susquehanna Rivers (Kawehnohkowanénhne) bei Oneonta (Onenièn:ton) im Otsego County (Mohawk: „Platz/Ort der Felsen“) (der Grenze zu den feindlichen Susquehannock).
Durch das Territorium der Mohawk führte der Haupthandelsweg zwischen der Atlantikküste (Hudson River (Ka’nón:no) und Mohawk River Valleys; größtenteils Wohngebiete der Östlichen Algonkin sowie der westlich lebenden Irokesisch-sprachigen Völker) bis zu den Great Lakes (via Wood Creek, Oneida Lake, Oswego River; Wohngebiete der „Westlichen Irokesen“, d. h. Seneca und Cayuga, weiterer Irokesisch-sprachigen Völker (Huron, Petun, Neutrale, Erie u. a.) sowie der Zentral-Algonkin).
Die Route verlief von Albany, der heutigen Hauptstadt des US-Bundesstaates New York (Mohawk: Skahnéhtati, Sche-negh-ta-da – „Jenseits der Kiefern“, „auf der anderen Seite des Kiefernlandes“, „durch die Kiefernwälder“) westwärts nach Schenectady (Verballhornung des Mohawk-Namens für Albany, eigentlich: Onon’onhrakónhne), dann den Mohawk River flussaufwärts bis nach Fort Stanwix, dem heutigen Rome (Teiehonwahkwà:tha). Hier befand sich mit Oneida Carry oder The Great Carrying Place (bzw.: Trow Plat im Niederländischen, Irokesisch: De-o-Wain-Sta) eine bedeutende Portage auf der Güter und die Bateau genannten Pelzhandelsboote ca. eine bis sechs Meilen über Land bis zum Wood Creek (Irokesisch: Kah-ne-go-dick) transportiert werden mussten, der in den Oneida Lake mündet.
Nach der Überquerung des Oneida Lakes (gesichert durch Fort Brewerton) führte die Route den Oneida River flussabwärts; zusammen mit dem Seneca River (der Unterlauf heißt manchmal Onondaga River) bildet er nun den Oswego River, einem Zufluss des Lake Ontario (Oniatarí:io – „schöner See“ oder „großer See“), der bei Oswego (Mohawk: „Mündung“, wörtlich: „kleines Wasser (Oswego River), das in das große fließt (Lake Ontario)“) in den See mündet. Etwas flussabwärts lag Fort Oswego, ein befestigter Handelsposten, der von den Engländern im 18. Jahrhundert errichtet wurde, um den Handel mit den Indianern von den französischen Handelsposten am Sankt-Lorenz-Strom abzuziehen. Flussaufwärts befand sich der Onondaga Lake (Kanontà:’a) und in dessen Nähe das Hauptdorf der Onondaga.
Im 17. Jahrhundert gab es Berichten zufolge drei bis acht Mohawkdörfer. Möglicherweise ist diese Differenz auf Bevölkerungsverluste durch Kriege, Epidemien und Auswanderung zurückzuführen. Sicher bestätigt wurden drei von Palisaden befestigte Hauptdörfer am Südufer des Mohawk Rivers, die daher oft als „Mohawk Castles“ bzw. Burgen bezeichnet wurden, sowie mehrere kleinere Siedlungen. Die Bezeichnung des östlichsten Dorfes, auch First Castle genannt, wechselte mehrmals in den 1630er und 1640er Jahren. Die Mohawk änderten gewöhnlich den Namen eines Dorfes, wenn es an anderer Stelle neu errichtet wurde. So wurde dieses Dorf 1634 mit Onekagoncka bezeichnet, um 1644 hieß es Asserue oder Ossernenon, 1646 trug es den Namen Oneugioure und 1659 Kaghnuwage. 1666 wurde es von den Franzosen niedergebrannt und später nördlich des Flusses als Caughnawaga (Kahnawà:ke) („Ort an den Stromschnellen / Fällen des Mohawk River“), neu errichtet. Auf Grund seiner Größe und Bedeutung war es auch als Indian Castle bekannt und die Mohawk nannten es ebenfalls Gandaouage (Kachnawage) („befestigter Platz“). Das 1676 neu errichtete Dorf am Südufer des Sankt-Lorenz-Strom – gegenüber von Montreal – und nahe der Lachine-Stromschnellen in Québec, Kanada (Kana:ta – „Siedlung“ oder „Stadt“) wurde seitens der Mohawk daher ebenfalls Caughnawaga (Kahnawà:ke) genannt.
Das zweite Hauptdorf der Mohawk nannten sie Canajoharie (Kana’tsóhare)   („der Topf, der sich selbst wäscht“) bzw. Kanagaro. Es lag etwa acht Kilometer vom First Castle entfernt und wurde nach der Zerstörung durch die Franzosen 1666 nördlich des Flusses wieder aufgebaut. Das dritte und größte der Hauptdörfer hieß Tiononderoga (Teioniataró:ken) (auch: Tio(n)nontogue(n), Tionondog(u)en – „Zusammenfluss von zwei Flüssen“) und wurde von den Bewohnern nach der Vernichtung 1666 etwa einen Kilometer entfernt neu errichtet. Die befestigten Mohawk-Dörfer wurden auch auf Grund ihrer Lage entlang des Mohawk Rivers unterschieden: als Lower Mohawk Castle wurde Tiononderoga bei Fort Hunter bezeichnet, da dieses flussabwärts (weiter östlich) lag, das rund dreißig Kilometer flussaufwärts (weiter westlich) gelegene Canajoharie daher als Upper Mohawk Castle.

## Name
Die Bezeichnung Mohawk wurde seit dem 17. Jahrhundert von den englischen Siedlern im südlichen Neuengland verwendet. Der Begriff erscheint in verschiedenen Schreibweisen, wie zum Beispiel Mahwuke, Mohack, Mowack, Mohogg, Maqua und Mohowawog. Mohowawog ist ein etymologisch korrekter Begriff aus dem Jahr 1638, der aus einer Sprache der Narraganset stammt und „Menschenfresser“ oder „Kannibale“ bedeutet. Die Eigenbezeichnung der Mohawk lautete Kanien'kehá:ka und bedeutet sinngemäß Leute vom Land des Feuersteins.

## Kultur im 17. Jahrhundert

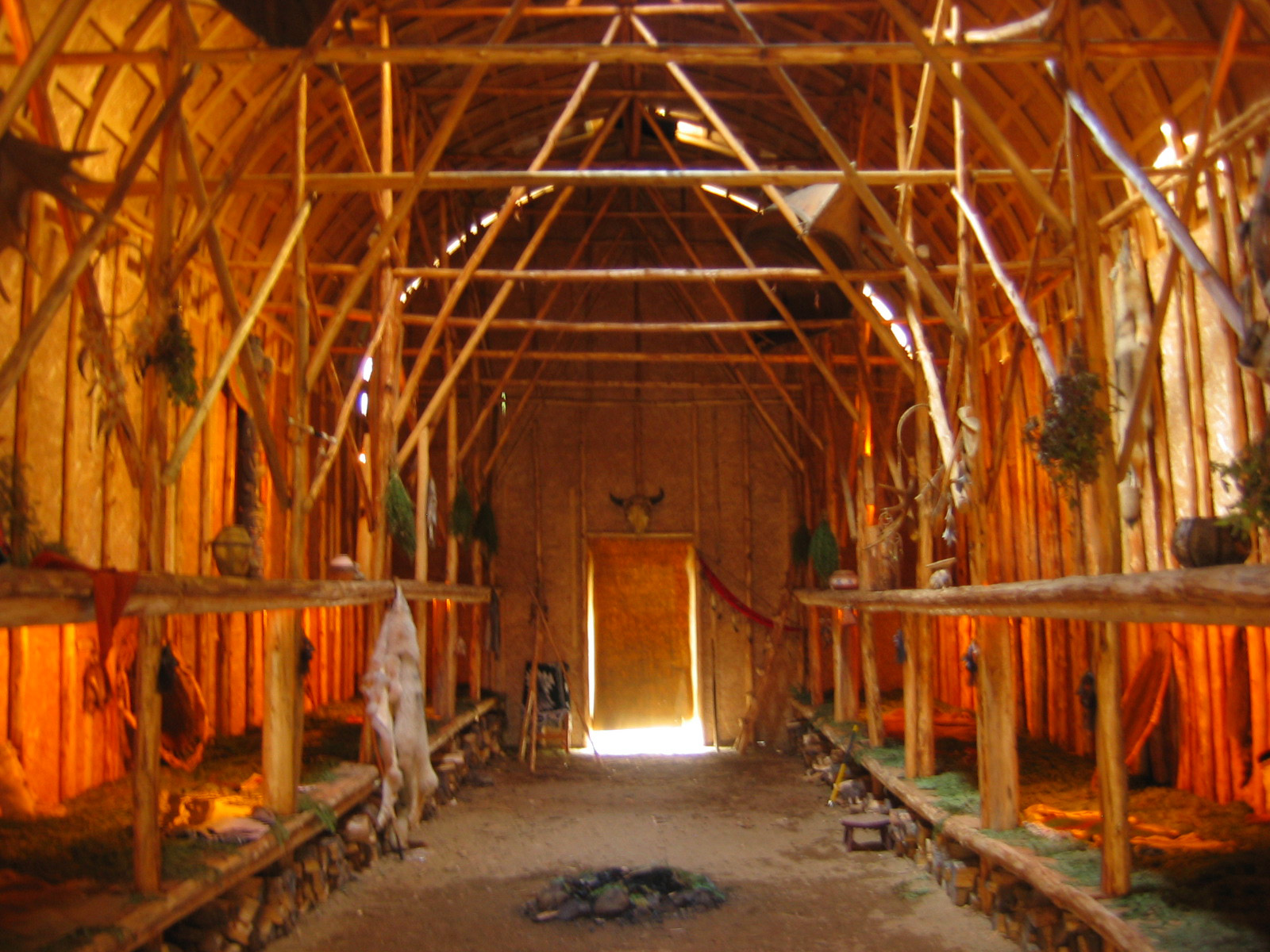
Inneres eines Langhauses

Die Mohawk waren typische Waldlandindianer, bevor sie Kontakt zu Europäern hatten. Sie waren halbsesshafte Ackerbauern und schützten ihre Dörfer in Kriegszeiten durch Palisaden. Sie hatten keinen Zugang zur Küste und waren deshalb stärker als die Algonkinstämme im Osten auf die Landwirtschaft angewiesen. Der Lebensraum der Mohawk war typischerweise in zwei Bereiche unterteilt, zum einen in gerodete Lichtungen mit Langhäusern und Gärten, zum anderen in die umliegenden Wälder mit Jagdwild und möglichen Feinden. Die Wälder waren die Domäne der Männer, die den Geistern Opfergaben überreichten und um reiche Jagdbeute baten. Die Lichtungen fielen in die Verantwortung der Frauen. Die Mohawk rodeten die Wälder, indem sie die Bäume dicht über den Wurzeln anbrannten und demzufolge das Laub abfiel. So konnte die Sonne den Waldboden erreichen und die Asche reicherte den Boden an. Im folgenden Jahr wurden die Bäume gefällt und in der aufgelockerten Erde Mais, Bohnen und Kürbisse angebaut. Wenn nach einigen Jahren die Fruchtbarkeit nachließ, wurden neue Flächen gerodet. Etwa alle 15 bis 20 Jahre war die Fruchtbarkeit des Bodens erschöpft und erreichbare Holzbestände für die Feuerstellen und den Bau neuer Langhäuser und Palisaden wurden knapp. Das war das Signal zur Aufgabe des Standorts und zur Errichtung eines neuen Dorfs in der Nähe. Eine wesentliche Lebensgrundlage der Mohawk war somit der Ackerbau, der sie jedoch abhängig von guten Ernten, ertragreichen Kulturpflanzen und einer verlässlichen Vorratshaltung machte. 
Jedes größere Dorf bestand aus etwa 20 bis 30 Langhäusern, durch die mitten hindurch ein langer Gang führte. Rechts und links lagen abgeteilte Wohnbereiche von bis zu zwanzig Familien, von denen sich jeweils zwei eine Feuerstelle teilten. Die Bewohner jedes Langhauses unterstanden der so genannten Clanmutter, normalerweise die älteste dort lebende Frau. Die Mohawk waren wie alle Irokesenstämme nach ihren Mütterlinien ausgerichtet, Männer mussten bei der Heirat in das Haus ihrer Ehefrau einziehen (Matrilokalität), und ein Kind gehörte immer zum Clan der Mutter.
Die Familie war die kleinste wirtschaftlich autonome Einheit; mehrere Familien bewohnten ein Langhaus und mehrere Langhäuser bildeten einen mit Tiernamen bezeichneten Clan. Jeder Clan war einer Phratrie (Clan-Verband) zugeordnet und die Mohawk bestanden, wie auch die anderen Irokesenstämme, aus zwei Phratien. Damit wird eine Verwandtschaftsgruppe benannt, die ihre Zusammengehörigkeit auf einen gemeinsamen mythischen Ahnen zurückführte. Die weiblichen und männlichen Clanoberhäupter bildeten den Stammesrat. Dem Stammesrat übergeordnet war der irokesische Bundesrat (engl. Iroquois Grand Council), der aus 50 Sachems bestand, von denen die Mohawk neun Repräsentanten stellten. Der Bundesrat versammelte sich immer in Onondaga.

## Geschichte

### Erster Kontakt mit Europäern
Als östlichster Irokesenstamm waren die Mohawk die ersten, die in Kontakt mit Europäern kamen. Am Ende des 16. Jahrhunderts führten die Mohawk Krieg gegen die Algonkin und Montagnais. Beide Stämme trieben Handel mit den Franzosen in Tadoussac und tauschten Felle gegen europäische Waren, unter anderem eiserne Äxte, Messer und Schwerter. Ein Ziel der Mohawk war, diese europäischen Waffen zu erbeuten. Nach der Gründung von Québec im Jahr 1609 unterstützten die Franzosen ihre Algonkin-Handelspartner und töteten rund hundert Mohawk-Krieger in der Nähe der Flussmündung des Richelieu Rivers. Für die Mohawk wurden ihre Raubzüge am Sankt-Lorenz-Strom immer verlustreicher. 1611 begleitete Samuel de Champlain einen Feldzug der Algonkin gegen die Mohawk am Südwestufer des Lake Champlain, in dessen Folge sie zahlreiche Krieger und einige Häuptlinge töteten. Danach stellten die Mohawk ihre Angriffe auf die Algonkin ein.
Zur gleichen Zeit erschienen holländische Pelzhändler am Hudson River, der 1609 von Henry Hudson erkundet wurde. Die Holländer gewannen die Mohawk als Handelspartner, die allerdings das Territorium der Mahican durchqueren mussten, um den Hudson River zu erreichen. Offenbar hatten sie zuvor einen Friedensvertrag mit den Mahican abgeschlossen, denn über Zwischenfälle ist nichts bekannt. 1615 unterstützten die Holländer einen Angriff der Mohawk auf die Susquehannock. Die Holländer versuchten über die Mahican, Handelsbeziehungen zwischen ihrem Handelsplatz Fort Orange und den Algonkin und Montagnais aufzubauen. Die Mohawk wollten dieser Allianz zuvorkommen und griffen die Mahican an. In der Folge eines erbitterten Kriegs von 1624 bis 1628 konnten die Mohawk ihren Einflussbereich ausdehnen und die Kontrolle über Fort Orange und dessen Umgebung gewinnen. Die Mohawk setzten durch, dass ihre Feinde keinen Handel mehr mit den Holländern treiben durften und sie in Zukunft als Mittler zwischen den holländischen Händlern und den übrigen Irokesenstämmen im Westen fungierten. Den Holländern gefiel diese Regelung nicht, doch sie waren zu schwach, um sich zu widersetzen. Im Verlauf des 17. Jahrhunderts wurden die Mohawk immer abhängiger von europäischen Waren. Sie benötigten deshalb für den Handel zusätzliche Mengen an Biberpelzen und starteten erneut Überfälle auf die Algonkin. Hierbei erbeuteten sie sowohl europäische Güter als auch Biberpelze. Mehrmals ersuchten sie die Franzosen um Neutralität bei Streitigkeiten der Indianer untereinander sowie um gute Handelsbeziehungen mit allen Stämmen. Sollten diese Forderungen nicht erfüllt werden, drohten sie mit Krieg und Vertreibung der Franzosen aus Montreal und Trois-Rivières.

### Biberkriege
In den frühen 1640er Jahren erhielten die Mohawk Gewehre in großer Anzahl, zunächst von den Engländern, später von den Holländern. Durch die europäischen Waffen veränderte sich ihre Kriegsführung. Das traditionelle Gefecht der Irokesen begann mit Schmähungen, Beschimpfungen und einigen wechselseitigen Pfeilsalven, führte dann zum Kampf Mann gegen Mann mit Speeren und Keulen und endete mit dem Rückzug in ein vorbereitetes Versteck unter Mitnahme der Toten und Verwundeten. Nun bevorzugten die Mohawk zum Gefecht die dichten Wälder, suchten Deckung hinter Bäumen und schossen, wenn sie ein Ziel ausgemacht hatten. Pater Jérôme Lalemant war über die militärischen Fähigkeiten der Mohawk erstaunt, die ihre neue Feuerkraft zielsicher einsetzen konnten.
Die Mohawk verstärkten ihre Angriffe auf Franzosen und deren Handelspartner sowie die mit ihnen verbündeten Algonkin und Huronen. Damit begannen die sogenannten Biberkriege (1640–1701), eine ununterbrochene Folge von Konflikten, die zwischen den Irokesen und ihren mit Frankreich verbündeten Nachbarstämmen ausgetragen wurden. Hierbei ging es in erster Linie um die Vorherrschaft im Handel mit den Europäern. Nach 1646 unterstützten die Mohawk die westlichen Irokesenstämme, um die Huronen, Petun, Neutral und Erie zu unterwerfen. Sie erbeuteten große Mengen an Biberfellen und machten zahlreiche Gefangene. Diese wurden adoptiert und in den Stamm aufgenommen, um die Verluste an Menschen durch die von Europäern eingeschleppten Epidemien sowie die permanenten Kriege auszugleichen. Die südlichen Nachbarn der Mohawk, die Susquehannock, konnten sich 1651/52 erfolgreich gegen die Angriffe der Mohawk wehren.
Stammesintern wurde die Aufrechterhaltung der öffentlichen Ordnung immer schwieriger. Als Problem erwies sich die zunehmenden Abhängigkeit von europäischen Waren, die beispiellos hohe Sterblichkeit an neuen, unbekannten Krankheiten und die Notwendigkeit, eine große Zahl an fremden Indianern in den Stamm zu integrieren. Außerdem kam es zunehmend zum Missbrauch von Alkohol, der von holländischen Händlern in die Dörfer geschafft wurde. Die Versuche der Mohawk, die Handelsbeziehungen der westlichen Irokesen zu den europäischen Händlern zu kontrollieren, spalteten die Irokesenliga. Um eine Isolation zu verhindern, folgten die Mohawk den anderen Stämmen des Bündnisses und schlossen 1653 einen Friedensvertrag mit den Franzosen. Zwischen 1655 und 1659 erhielten die Mohawk vier Besuche des französischen Jesuiten Simon le Moyne. Trotzdem misstrauten viele Mohawk diesem Frieden und nach mehreren blutigen Zwischenfällen drängten sie die Onondaga, die erst kürzlich errichtete Jesuitenmission Sainte Marie de Gannentaha in ihrer Mitte aufzulösen.
Im Jahr 1664 wurde New York eine britische Kolonie. Dieser Wechsel berührte die Mohawk kaum und sie trieben Handel mit den Holländern in Albany, die dort unter englischer Flagge weiterhin tätig waren. Englische Waren galten allgemein als besser und preiswerter als französische, wodurch die Position der Mohawk im Pelzhandel mit Albany gestärkt wurde. Die anderen Stämme der Liga schlossen 1665 erneut Frieden mit den Franzosen. Für diese stellten die Mohawk eine große Gefahr dar und im Winter 1665/66 brach eine Expedition unter der Führung von Daniel de Rémy de Courcelle auf, um die Mohawk-Dörfer anzugreifen. Sie wurden in einen Hinterhalt gelockt und die Mission scheiterte. Eine zweite, erfolgreiche Expedition unter Alexandre de Prouville de Tracy folgte im Herbst 1666 und vernichtete die Mohawkdörfer und deren Maisvorräte. 1667 schlossen die Mohawk und alle anderen Stämme der Irokesenliga einen Friedensvertrag mit den Franzosen in Québec. Im gleichen Jahr besuchten die Jesuitenpater Jacques Frémin und Jean Pierron das Land der Mohawk, um dort neue Missionen zu errichten.

### Mohawk in Kanada
Im folgenden Jahrzehnt verließen zahlreiche Irokesen, darunter viele Mohawk, ihr traditionelles Territorium und siedelten am Sankt-Lorenz-Strom in der Nähe von Montreal. Um 1670 wurden zwei Siedlungen errichtet, Caughnawaga am Südufer des Flusses und eine zweite, Mount Royal, an der Nordseite auf der Île de Montréal. Sie lebten dort wie in ihren Heimatdörfern, obwohl sie zum Katholizismus übergetreten waren. Sie galten jetzt als französische Verbündete und kämpften mehrfach auf französischer Seite gegen die Engländer und verschiedene Indianerstämme, auch gegen Irokesen, die in ihrer alten Heimat geblieben waren. In der Mitte des 18. Jahrhunderts entstanden zwei weitere Siedlungen am Sankt-Lorenz-Strom. Die erste bestand hauptsächlich aus Angehörigen der Onondaga und wurde Ende der 1740er Jahre bei Oswegatchie (heute Odgensburg) errichtet. Die zweite entstand zur gleichen Zeit bei Saint-Régis durch Irokesen aus Caughnawaga. Beide Siedlungen sollten Schutz gegen eine mögliche englische Invasion bieten.
Auch in den 1680er Jahren dauerte die Migration der Mohawk aus dem Mohawk Valley zum Sankt-Lorenz an. Zur gleichen Zeit verschlechterten sich erneut die Beziehungen zwischen Franzosen und der Irokesenliga. Zunächst bemühten sich die Bewohner Caughnawagas um Neutralität, wurden jedoch im Verlauf des Konflikts auf die französische Seite gedrängt. Im King William’s War (1688–1697) war Caughnawaga Ziel irokesischer Überfälle. Die Bewohner beteiligten sich an französischen Expeditionen gegen die Irokesen. Nach dem Lachine-Massaker 1689 flüchteten die Bewohner Caughnawagas für ein Jahr nach Montreal. 1693 schickten die Franzosen eine Expedition, verstärkt durch indianische Krieger aus Caughnawaga und Mount Royal, in das Mohawktal und brannten die Dörfer der Mohawk nieder. Nach Louis de Buades Feldzug 1696 gegen die Onondaga schloss die Irokesenliga im Jahr 1701 einen Friedensvertrag mit den Franzosen. Zu dieser Zeit lebten rund zwei Drittel aller Mohawk in Kanada.

### Verbündete der Engländer

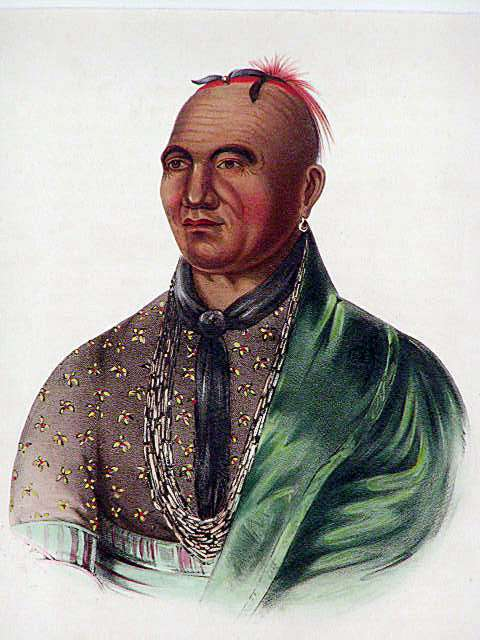
Thayendanegea, Mohawk-Führer im Amerikanischen Unabhängigkeitskrieg

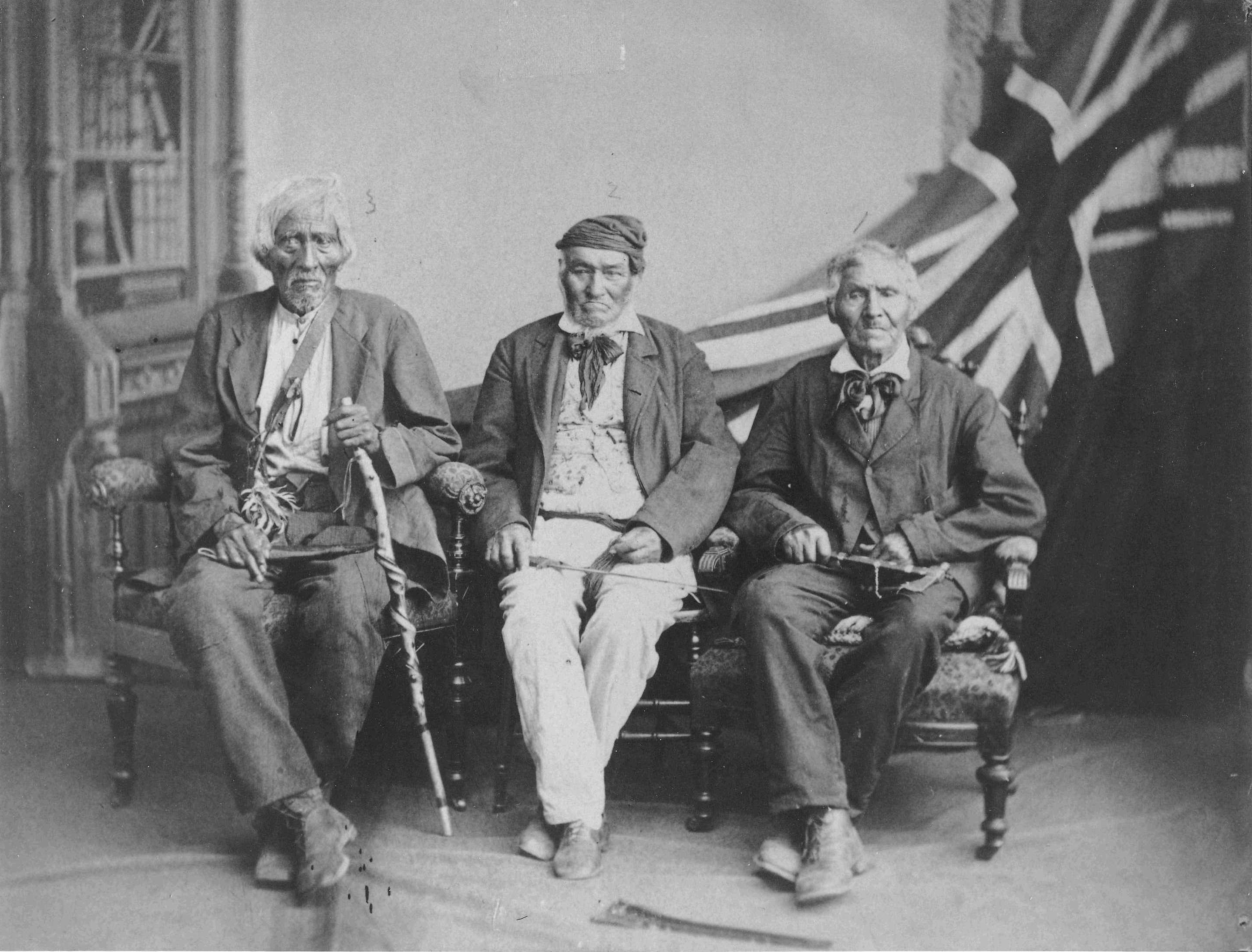
Mohawk, die ab 1812 auf britischer Seite gegen die USA gekämpft hatten; von rechts nach links: Sakawaraton (John Smoke Johnson; * ca. 1792), John Tutela (* ca. 1797) und Young Warner (* ca. 1794), im Jahr 1882

Im Queen Anne’s War (1703–1713) waren Irokesen an zahlreichen Überfällen in Neuengland beteiligt, so zum Beispiel am Angriff auf Deerfield 1704 und auf Groton 1707. Die Engländer versuchten mehrfach, die Irokesen auf ihre Seite zu ziehen. Diese Bemühungen gipfelten 1710 im Besuch von vier indianischen „Königen“ in London. Drei dieser Könige waren Häuptlinge der Mohawk, der vierte ein Häuptling der Mahican. Ein weiterer Mohawk-Häuptling war auf der Überfahrt gestorben. Die Indianer hatten eine Audienz bei Königin Anne und baten um englische Missionare. Queen Anne ließ Fort Hunter am Zusammenfluss von Schoharie Creek und Mohawk River erbauen. Dort entstand auch eine Kapelle, die den Beginn intensiver protestantischer Missionsarbeit bei den Irokesen markierte.
Zu dieser Zeit gab es zwei Hauptdörfer der Mohawk im Tal des Mohawk Rivers, die seitens der Europäer auf Grund ihrer Lage entlang des Flusslaufs benannt wurden: Tiononderoga (Teioniataró:ken, „Zusammenfluss von zwei Flüssen“) bei Fort Hunter flussabwärts (weiter östlich) war als Lower Mohawk Castle bekannt und das rund dreißig Kilometer flussaufwärts (weiter westlich) gelegene Canajoharie (Kana’tsóhare)  als Upper Mohawk Castle. Um 1713 bestand Tiononderoga aus etwa dreißig bis vierzig Langhäusern und hatte 360 Bewohner, Canajoharie hatte zwanzig bis dreißig Häuser und rund 200 Bewohner. Beide Siedlungen waren durch Palisaden geschützt. Darüber hinaus gab es im Mohawk Valley mehrere kleine Siedlungen mit maximal sieben oder acht Langhäusern.
Nachdem Fort Hunter erbaut worden war, galt die Umgebung als relativ sicher. Weiße Einwanderer kauften Land von den Indianern und begannen in dem Gebiet zu siedeln. 1713 entstand der Ort Palatine am Nordufer des Mohawk Rivers. Er wurde von den Palatines oder Pfälzern gegründet, der ersten deutschen Massenauswanderung nach Nordamerika um 1709. Sie siedelten am Schoharie Creek und ihre Zahl wuchs in der Region so stark, dass der Mohawk River zwischen Fort Hunter und Frankfort als „deutscher Fluss“ bezeichnet wurde. Zur gleichen Zeit waren europäische Händler präsent, die das Handelszentrum für Pelze von Albany nach Schenectady verlegen wollten. Um 1730 transportierten Lastboote Waren der Pelzhändler sowie die Ernteerträge der Siedler auf dem Wasserweg zu den Handelsplätzen. 1727 wurde die Missionsstation in Fort Hunter unter John Miln erneut eröffnet. Sein Nachfolger wurde Henry Barclay, der 1741 die Kapelle erneuern ließ. Im folgenden Jahr gab es die ersten Schulen in den Hauptdörfern der Mohawk und 1743 sollen die Stammesangehörigen zumindest nominal zum christlichen Glauben konvertiert sein.
Obwohl die Mohawk am Mohawk und Schoharie River ihr Land verkauften, nahmen sie weiter am lukrativen Pelzhandel teil. Einer der bekanntesten Pelzhändler in der Region war William Johnson, der 1738 in Oqua am Susquehanna sowie am Mohawk River Handelsstationen eröffnete. Als sein Geschäft florierte, wuchs sein Ansehen insbesondere bei den Mohawk. Er konnte sie im britischen Interesse beeinflussen, übernahm ein Kommando bei der britischen Armee und spielte eine Rolle im King George’s War (1744–1748) und explizit im Siebenjährigen Krieg in Nordamerika (1754–1762). Für seine Leistung in der Schlacht am Lake George wurde er 1755 zum Baronet ernannt. Nach dem Krieg nutzte er weiterhin seinen Einfluss bei den Indianern des Nordostens und war bis zu seinem Tod 1774 maßgeblich an politischen Entscheidungen beteiligt. So nahm er 1768 an den Verhandlungen zum Vertrag von Fort Stanwix teil, in dem eine neue Grenze zwischen Indianerland und dem von Weißen besiedelten Gebiet festgelegt wurde. Das Ergebnis war die Königliche Proklamation von 1763.
Um 1770, kurz vor dem Amerikanischen Unabhängigkeitskrieg (1776–1783), ging es den im Mohawk Valley gebliebenen Mohawk wirtschaftlich besser als den meisten dort lebenden weißen Farmern. Nach wie vor wohnten sie dort an zwei Orten, nämlich bei Fort Hunter und in Canajoharie. Zu dieser Zeit hatten die Lower Mohawk bei Fort Hunter 185 und die Upper Mohawk in Canajoharie 221 Stammesmitglieder. Nach dem Krieg wohnte kein einziger Mohawk mehr im Mohawk Valley, sie waren sämtlich nach Kanada gezogen.

### Amerikanischer Unabhängigkeitskrieg

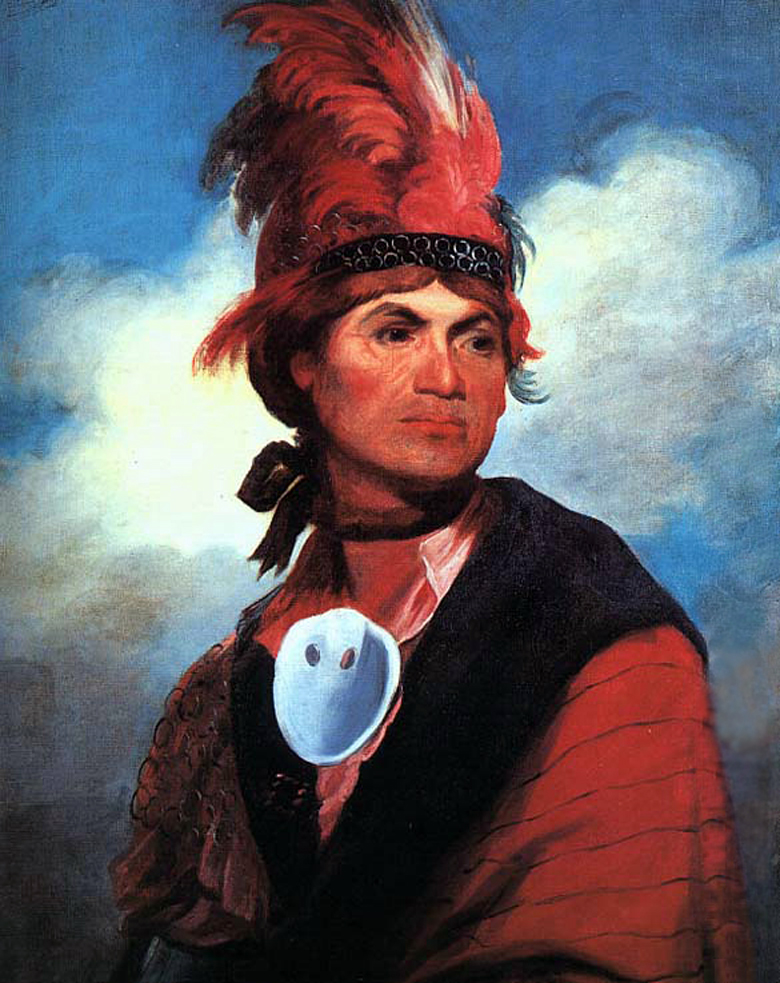
Thayendanegea oder Joseph Brant, von Gilbert Stuart, 1786

Die Mohawk hatten stärkere und ältere Bindungen zu England als die anderen Stämme der Irokesenliga. Als der Unabhängigkeitskrieg zwischen den Kolonisten und der englischen Krone begann, kämpften zahlreiche Mohawk auf der britischen Seite. Doch nicht alle beteiligten sich und einige Häuptlinge bestanden auf Neutralität. Der bekannteste von ihnen war Little Abraham oder Tigoransera, der bei mehreren Anlässen die Neutralität der Mohawk öffentlich beteuerte. 1777 wurden die beiden Siedlungen der Mohawk von Amerikanern und Oneida angegriffen, geplündert und zerstört. Etwa hundert Lower Mohawk flüchteten zu den Briten und schlossen sich General John Burgoynes Armee an, kämpften mit dieser gemeinsam in New York und zogen schließlich nach Kanada. Nur wenige blieben in Fort Hunter und wurden im Oktober 1779 wegen Spionierens für den Feind von General John Sullivan gefangen genommen. Die 1777 nach Kanada geflohenen Lower Mohawk errichteten eine Siedlung bei Lachine unter der Führung von Captain John Deserontyon. Etwa zur gleichen Zeit sammelten sich die Upper Mohawk unter Captain Joseph Brant bei Fort Niagara. Im weiteren Verlauf des Krieges kämpften beide Gruppen an der Nordwestfront von New York. Besonders Captain Brants Aktionen erlangten dabei einige Berühmtheit.
Nach Ende des Krieges war eine Rückkehr dieser Mohawk in ihre alte Heimat aufgrund der Ereignisse unmöglich. Die mit den Amerikanern verbündeten Mohawk waren verständlicherweise nicht bereit, in diesem Gebiet zu siedeln. Gouverneur Frederick Haldimand konnte erreichen, dass die von Joseph Brant angeführten Mohawk nach Ontario umgesiedelt wurden. Sie erhielten im Herbst 1783 Land von den Mississauga an der Bay von Quinté. Darüber hinaus erwarb Haldimand 1784 ein großes Stück Land am Grand River, um die Mohawk wieder zu vereinigen. Deserontyon war der Meinung, dass dieses Gebiet zu nahe an der amerikanischen Grenze lag, und zog deshalb mit seinen Anhängern zur Bay von Quinté, während Brant mit seinen Leuten am Grand River siedelte.

### Mohawk-Reservate
Als die Mohawk, die im Unabhängigkeitskrieg auf britischer Seite gekämpft hatten, ihre Heimat verließen und nach Kanada zogen, trafen sie dort auf zahlreiche Landsleute. Deren Vorfahren hatten im fast hundert Jahre langen Konflikt zwischen Frankreich und England auf französischer Seite gestanden und in Kanada Zuflucht gesucht. Nach Ende des Unabhängigkeitskriegs 1783 gab es in Kanada insgesamt sechs Reservate, nämlich Grand River, Tyendinaga, Caughnawaga, St. Regis, Oka und Gibson. Etwa ein Drittel der Bewohner war erst nach dem Krieg nach Kanada gezogen. Im Friedensvertrag von Paris wurde die Grenze zwischen Kanada und den USA neu festgelegt und verlief im Wesentlichen am 45. Breitengrad nördlicher Breite. Demzufolge lief die Grenze mitten durch das Reservat St. Regis, der nördliche Teil lag in Kanada und der südliche in den Vereinigten Staaten. Mit Ausnahme des St.-Regis-Reservats im US-Bundesstaat New York, das ab 1802 von drei gewählten Häuptlingen geführt wurde, lag die Führung aller übrigen Reservate in Händen der traditionellen Häuptlinge, bei denen die Häuptlingswürde vererbt wurde. Auf Verlangen der kanadischen Regierung wurde später auch in den kanadischen Mohawk-Reservaten das Recht zur Häuptlingswahl eingeführt.
Im 19. Jahrhundert war die Bevölkerung in Caughnawaga, St. Regis und Oka überwiegend katholisch. Um 1840 wurde in St. Regis für beide Teile eine methodistische Kirche eröffnet. In Tyendinaga gab es eine anglikanische Kirche, da die Mehrheit der Bewohner anglikanischen Glaubens waren, während in Oka die Methodisten zahlreiche Anhänger hatten. Im siebzehnten und 18. Jahrhundert waren die Mohawk mehrheitlich zum Christentum bekehrt worden und ihr traditioneller Glauben geriet in Vergessenheit. Die Lehren von Handsome Lake fielen deshalb um 1799 bei diesem Stamm auf wenig fruchtbaren Boden. Sie sollten eine Brücke zwischen dem traditionellen irokesischen Glauben und dem Christentum darstellen. In den 1920er Jahren wurde in Caughnawaga die Langhaus-Religion bekannt. Dabei handelte es sich um eine Religion der in Langhäusern lebenden Indianer, die aus der Lehre Handsome Lakes entstanden war. Traditionalisten lehnten den Glauben jedoch wegen der christlichen Einflüsse ab.
Wie in anderen irokesischen Reservaten nahm im 19. Jahrhundert die Abhängigkeit von der Jagd ab und die Landwirtschaft gewann an Bedeutung. Im 20. Jahrhundert lebten zahlreiche Mohawk von Lohnarbeit. Caughnawaga und St. Regis wurden aufgrund ihrer Handarbeiten, wie Korbflechterei und Perlenstickerei, bekannt.
Als 1886 die Victoria-Tubular-Brücke über den Sankt-Lorenz-Strom nahe Caughnawaga gebaut wurde, sahen die Ingenieure junge Mohawk mühelos auf den Konstruktionen in schwindelnder Höhe herumklettern. Sie baten diese Indianer um Mithilfe beim Bau. Seitdem sind die Mohawk gefragte Arbeiter auf Hochhausbaustellen überall in Amerika. In den 1930er Jahren bauten sie am Empire State Building mit und in den 1970er Jahren am World Trade Center. Die Legende, dass die Mohawk kein Schwindelgefühl kennen, untersuchte 1958 der Anthropologe Morris Freilich in einer Feldstudie, bei der er indianische Arbeiter befragte. Er kam zu dem Ergebnis, es sei eine Sache der Übung und eine Frage des Mutes, aber auch indianische Arbeiter kennen die Angst vor dem Fallen.

### Mohawk-Bevölkerung im Jahr 1890
| First Nation / Stamm                                         | Mohawk-Name                                                         | Reservat                                                                              | Mohawk-Name                                                                                                 | Bevölkerung | Prozent |
| ------------------------------------------------------------ | ------------------------------------------------------------------- | ------------------------------------------------------------------------------------- | --- | ----------- | ------- |
| Six Nations of the Grand River                               | Ne Ià:ia’k Nihononhontsá:ke (Six Nations Haudenosaunee Confederacy) | Six Nations 40                                                                        | O:se Kenhionhata:tie / Ose'kowáhne, heute: Oshwé:ken Haudenosaunee Federal Territory (vormals: Grand River) | 1.344       | 19,2 %  |
| Mohawks of the Bay of Quinte First Nation (MBQ)              | Kenhtè:ke Kanyen'kehá:ka                                            | Tyendinaga Mohawk Territory                                                           | Kenhtè:ke / Thaientané:ken (Tyendinaga)                                                                     | 1.056       | 15,1 %  |
| Mohawks of Kahnawá:ke                                        | Kahnawákeró:non                                                     | Kahnawake Mohawk Territory                                                            | Kahnawà:ke / Caughnawaga                                                                                    | 1.722       | 24,7 %  |
| Mohawk Nation at Akwesasne                                   | Akwesasro:non                                                       | Akwesasne Mohawk Territory (Ontario: Akwesasne 59 + Quebec: Akwesasne Indian Reserve) | Akwesasne = vormals: Saint Regis, Quebec, Kanada                                                            | 1.190       | 17,1 %  |
| St. Regis Mohawk Tribe (SRMT)                                | Akwesasro:non                                                       | St. Regis Mohawk Reservation                                                          | Akwesasne = Saint Regis, New York, USA                                                                      | 1.157       | 16,5 %  |
| Mohawks of Kanesatake                                        | Kanehsatà:kehró:non                                                 | Kanehsatà:ke Mohawk Territory                                                         | Kanehsatà:ke / Ka’neshatà:ke (vormals: Oka)                                                                 | 375         | 5,4 %   |
| Watha Mohawk Nation / Wahta Mohawks (vormals: Gibson Mohawk) | Wa'tkwanonhwera:ton                                                 | Wahta Mohawk Territory (vormals: Gibson Reserve)                                      | Wáhta (Wahta)                                                                                               | 137         | 2,0 %   |
| Total                                                        |                                                                     |                                                                                       | | 6.981       | 100,0 % |

Laut U.S. Census Office. 11. Zensus 1892

## Mohawk heute
1969/70 und 1990 kam es in der Oka-Krise zu bewaffneten Zusammenstößen zwischen Mohawks of Kanesatake (Kanehsatà:kehró:non) und der kanadischen Regierung, die in einer Schießerei zwischen Stammesangehörigen und der Provinzpolizei von Quebec gipfelten und einen Polizisten das Leben kostete. Auslöser war der Plan, einen Golfplatz auf Mohawkgebiet zu bauen. Die Proteste eskalierten in einer zweimonatigen Straßenblockade bei dem Ort Oka in der Nähe von Montreal in Québec. Etwa 40 schwerbewaffnete Mitglieder der Mohawk Warrior Society wurden von 400 kanadischen Soldaten eingekesselt. Die Konfrontation endete mit dem Versprechen auf Verhandlungen, die jedoch nur unbefriedigende Lösungen brachten. Als Vermittler im Streit hatte sich dabei unter anderen der „Mohawk-Philosoph“, streng genommen ein Angehöriger der Seneca, John Mohawk Sotsisowah hervorgetan.
In einigen Mohawk-Gemeinden gibt es zwei Gruppen von Häuptlingen, die entweder gemeinsam oder auch gegeneinander regieren. Die erste Gruppe besteht aus Häuptlingen mit ererbter Würde, die traditionell von Clanmüttern nominiert werden, während man in der zweiten Gruppe die gewählten Häuptlinge und Ratsmitglieder findet. Seit den 1980er Jahren gibt es bei den Mohawk kontrovers geführte Debatten über Glücksspiel, Landansprüche, traditionelle Gerichtsbarkeit, Steuern und den Indian Act.

## Wirtschaft
1993 bekamen die Mohawk in St. Regis vom Staat New York die Erlaubnis, das Akwesasne Mohawk Casino in Hogansburg für Glücksspiele zu eröffnen. 1996 wurde die Kahnawake Gaming Commission eingerichtet, die Lizenzen für Online-Glücksspiele vergibt und damit im Reservat zweihundert Arbeitsplätze geschaffen hat. Die Indianer berufen sich dabei auf verfassungsmäßige Rechte der Ureinwohner, während kanadische Provinz- und Bundesbehörden die in Kahnawake veranstalteten Glücksspiele als illegal ansehen.

## Heutige Stämme und First Nations der Mohawk
Heute sind die Mohawk in mehreren First Nations in den kanadischen Provinzen im Südosten von Kanada und in zwei auf Bundesebene anerkannten Stämmen (sog. federally recognized tribes) im US-Bundesstaat New York im Nordosten der Vereinigten Staaten organisiert; es gibt mehrere Mohawk-Gemeinschaften – Kahnawake (Caughnawaga), Kanesatake (Oka), Akwesasne (St. Regis, New York und Quebec/Ontario, Kanada), Tyendinaga (Bay of Quinte), Ganienkeh, Kanatsiohareke, Kahniakehaka of Ohsweken (Grand River) und Wahta (Gibson).

### Stämme in New York, USA
Im nordöstlichen New York befinden sich die Orte Ganienkeh/Kanièn꞉ke, Kanatsiohareke und St. Regis mit Mohawk-Bevölkerung.
- Ganienkeh bzw. Kanièn꞉ke („Land des Feuersteins“)[24]: eine 1974 ursprünglich illegal von traditionellen Mohawk aus den Reservaten von Akwesasne und Kahnawake (und anderen Mohawk-Gemeinden) errichtete Siedlung (2,4 km²) im Gebiet von Moss Lake und Miner Lake und Teilen des Adirondack Park, später wurde die Ansiedlung seitens der Behörden geduldet. Die dort ansässigen Mohawk betrachten sich als souveräne Nation und lehnen die Oberhoheit sowohl Kanadas als auch der Vereinigten Staaten ab; daher wünschen sie auch keine offizielle staatliche Anerkennung seitens der Behörden als „Stamm“ (in den USA) bzw. „First Nation“ (in Kanada) und verzichten damit bewusst auf eventuell ihnen zustehende staatliche Hilfen bzw. Steuererleichterungen.

- Kanatsiohareke bzw. Kana'tsioharè:ke (Gah-nah-jo-ha-lay-gay – „Ort des gewaschenen Topfes“, „Ort des sauberen Topfes“ oder „Topf, der sich selbst wäscht“): die Kanatsiohareke Mohawk Community ist eine 1993 wieder errichtete kleine Mohawk-Siedlung am Nordufer des Mohawk River, mit der Zielsetzung die Tradition, Werte, den Lebensstil, die Sprache und Kultur der Mohawk zu bewahren und zu lehren. Kanatsiohareke, Inc. ist als gemeinnützige 501(c) organization (nach IRS-Code 501c3) von der Steuerpflicht befreit, muss jedoch ihre eigenen Einnahmen erzielen und regelmäßig kulturelle Präsentationen, Workshops und akademische Veranstaltungen durchführen, einschließlich eines jährlichen Erdbeer-Festivals. Ein Handwerksladen vor Ort bietet echte handgefertigte einheimische Kunsthandwerke aus ganz Nordamerika. Zudem dürfen sie sich als unter Paragraph 501(c)(3) steuerrechtlich als gemeinnützig anerkannten Organisation auf Grund des Johnson Amendments nicht politisch engagieren, etwa durch Spenden für Wahlkampffonds bestimmter Politiker. Die Siedlung und Gemeinde bezieht sich historisch auf eines der drei Hauptdörfer ("Castles" genannt) der Mohawk namens Canajoharie (Kana’tsóhare) oder "Upper Mohawk Castle", die ursprünglich am Südufer des Mohawk River lag.[25]

- St. Regis Mohawk Tribe (SRMT) oder Akwesasro:non (Eigenbezeichnung): für die hier ansässigen Mohawk ist die St. Regis Mohawk Reservation (54,4 km²) entlang des Raquette River (Ahná:wate) und des Saint Regis River (Ahkwesásne) südlich des Sankt-Lorenz-Stroms im Norden des Bundesstaates New York nur der südliche Teil einer einzigen Nation, die nur durch die kanadisch-amerikanische Grenze vom nördlichen Teil der "Akwesasne Mohawk Nation" in Ontario und Quebec, Kanada, getrennt ist (wobei der Jay-Vertrag den Mohawk den freien Grenzübertritt garantiert). Die Hauptsiedlung Saint Regis liegt an der Mündung des gleichnamigen Flusses in den Sankt-Lorenz-Strom und wird von den Mohawk als "Kana:takon" ("das Dorf, die Siedlung") bezeichnet. Sowohl die "St. Regis Mohawk Reservation" als auch die beiden kanadischen Reservate in Ontario und Quebec werden von den Mohawk als "Akwesasne" oder "Ahkwesáhsne" („Land wo das Rebhuhn balzt bzw. trommelt“) bezeichnet. Die heute offizielle Bezeichnung des gleichnamigen Flusses, des Mohawk-Stammes, der Reservation sowie zweier Mohawk-Siedlungen (in New York State und Québec) wurden nach dem Jesuitenprediger Jean François Régis benannt. Ursprünglich siedelten im Gebiet des heutigen St. Regis Mohawk Tribe (SRMT) sowie der Akwesasne Mohawk Nation christliche Mohawk von Kahnawake (Caughnawaga), denen sich später geflüchtete katholische Onondaga von Sawekatsi (Oswegatchie) (nahe Ogdensburg, New York State) anschlossen; diese Gruppen werden symbolisch durch vier Clans repräsentiert: Turtle (Schildkröte), Wolf und Bear (Bär) für die Mohawk und Snipe (Schnepfenvögel) für die Onondaga. Die Reservation wird auf einer Länge von rund 205 km in Ost-West-Richtung von der New York State Route 37 zerschnitten; auf der kanadischen Seite ist die "St. Regis Mohawk Reservation" identisch mit den beiden Indian reserves in Ontario und Québec (Population: ca. 3.300).

### First Nations in Kanada
In Kanada gibt es folgende Mohawk-Reservate: Akwesasne (St. Regis, 85,9 km²) an der Grenze zu New York, Kanesatake (Oka, 11,9 km²) und Kahnawake (früher Caughnawaga, 140,9 km²) im südlichen Quebec, sowie Tyendinaga (71,1 km²) und Wahta (Gibson, 60,2 km²) im südlichen Ontario. Das größte Reservat gehört den Six Nations of the Grand River (183,2 km²) im südlichen Ontario, das Mitglieder aller sechs Irokesenstämme vereint, wobei Angehörige der Mohawk die Mehrheit bilden.
- Mohawk Nation at Akwesasne  oder Akwesasro:non (Eigenbezeichnung): für die hier ansässigen Mohawk sind die beiden Indian reserves (das ca. 11,86 km² große Akwesasne Reserve No. 59 im Gebiet der Stormont, Dundas and Glengarry United Counties von Ontario und das Akwesasne reserve in Québec) auf kanadischer Seite der Grenze nur der nördliche Teil einer einzigen Nation, der südliche Teil ist identisch mit der "St. Regis Mohawk Reservation" im US-Bundesstaat New York. Das heutige Akwesasne-Territorium liegt am Sankt-Lorenz-Strom und entlang der Mündungsgebiete des Raquette River und des St. Regis River und umfasst mehrere dortige Inseln; die beiden größten sind Cornwall Island (Ontario) und die Île Saint-Régis (Québec). Die beiden Reserves sind politisch in drei Distrikte unterteilt (jeweils durch drei Häuptlinge repräsentiert): Kana:takon („das Dorf, die Siedlung“, St. Regis Village, Québec) und Tsi Snaihne (Snye oder Chenail, Québec) sowie Kawehno:ke (Cornwall Island – direkt Cornwall bzw. Tsi kaná:taien – „Ort/Platz wo die Stadt ist“ vorgelagert, Ontario), der Verwaltungssitz ist hierbei in Kana:takon. Die beiden kanadischen Reserves sind praktisch Exklaven auf US-Territorium und können nur via Durchfahrt der südlich angrenzenden St. Regis Mohawk Reservation erreicht werden. Offiziell wird die First Nation seitens der kanadischen Regierung als zwei Bands betrachtet, die Mohawks of Akwesasne Band 59 in Ontario und die Mohawks of Akwesasne Band 15 in Québec (Population: 14.000).